# Крайтон, Уильям, 1-й лорд Крайтон
Уильям Крайтон, 1-й лорд Крайтон (англ. William Crichton, 1st Lord Crichton; умер в 1454 году) — шотландский дворянин и государственный деятель, лорд-канцлер Шотландии (1439—1444, 1447—1453).

## Биография
Сын сэра Джона Крайтона из Крайтона, Уильям Крайтон впервые упоминается как один из шотландских дворян и дворян, которым был предоставлен безопасный проезд в Англию для встречи с Яковом I Шотландским после освобождения последнего из плена.
Уильям Крайтон был одним из восемнадцати джентльменов, удостоенных рыцарского звания на коронации короля Якова 21 мая 1424 года, а позже был произведен в кавалеры опочивальни.
В 1426 году Уильям Крайтон, описанный как рыцарь и камергер (Dominus Willielmus de Chrichton miles cambellanus noster) вместе с Уильямом Фаулисом, королевским благотворителем, и Томасом де Крэнстоном, королевским оруженосцем, были отправлены в качестве посланников ко двору короля Дании, Норвегии и Швеции Эрика III Померанского для переговоров о продолжении мира между их странами. По возвращении он был назначен губернатором Эдинбургского замка, мастером королевского двора и к 1435 году шерифом Эдинбурга.
В 1437 году Уильям Крайтон, будучи хранителем Эдинбурга, контролировал шестилетнего короля Якова II, а к 1439 году сам провозгласил себя лордом-канцлером Шотландии.
Во время несовершеннолетия короля Арчибальд Дуглас, 5-й граф Дуглас, был регентом в 1437—1439 годах. В 1440 году, после его смерти, Крайтон и сэр Александр Ливингстон пригласили 16-летнего Уильяма Дугласа, 6-го графа Дугласа, и его брата на ужин в Эдинбургский замок и убили их, несмотря на мольбы молодого короля сохранить им жизнь. Этот жестокий инцидент с убийством и предательством гостеприимства стал известен как «Чёрный обед» и послужил вдохновением для знаменитой резни на «Красной свадьбе» в сериале «Игра престолов».
Уильям Крайтон был отправлен в 1448 году на континент в сопровождении государственного секретаря Джона де Ралстона, епископа Данкельда, и Николаса Оттерберна, который позже занял эту должность. Целью этого посольства было не только ратифицировать Давний союз между Шотландией и Францией, но и найти невесту для ещё не женатого короля Якова. Крайтон и его товарищи отправились в герцогство Бургундия, где они вели переговоры с герцогом Филиппом о подходящей партии для короля. Мария Гелдернская, дочь Арнольда, герцога Гелдернского, и племянница герцога Филиппа Бургундского, была выбрана в качестве невесты. Уильям Крайтон сопровождал будущую королеву обратно в Шотландию, где они высадились в Лите 18 июня 1449 года.
В 1450 году Уильям Крайтон предоставил значительный заём Якову II. Он также вложил свое богатство в замок Крайтон, добавив к нему и превратив его во впечатляющий замок во внутреннем дворе.
Уильям, 1-й лорд Крайтон, скончался между январем и июлем 1454 года.

## Брак и дети
У лорда Крайтона было от его жены Агнес (Мейтленд?) трое детей:
- Сэр Джеймс Крайтон из Френдраута (? — август 1454), сменивший своего отца на посту 2-го лорда Крайтона
- Элизабет Крайтон (? — 1479), замужем за Александром Гордоном, 1-м графом Хантли (? — 1470)
- Агнес Крайтон, замужем за Александром Лайоном, 2-м лордом Гламисом (ок. 1430—1486).